# Aaron Goldberg
Aaron Goldberg (Boston, 30 april 1974) is een Amerikaanse jazzpianist.

## Biografie
Aaron Goldberg begon op 7-jarige leeftijd met het pianospel en studeerde later bij Bob Sinicrope aan de Milton Academy en de saxofonist Jerry Bergonzi. In 1991 ging hij naar de New School for Jazz and Contemporary Music, en daarna naar de Harvard University, waar hij werd onderscheiden met de Clifford Brown/Stan Getz Fellowship Award van de International Association for Jazz Education en een studiebeurs kreeg in Betty Carters Jazz Ahead programma. Na zijn graduatie bij Harvard in 1996 werkte hij als sideman samen met de saxofonist Joshua Redman.
Met zijn trio, bestaande uit Reuben Rogers en Eric Harland, nam hij in 1999 zijn debuutalbum Turning Point op, waaraan ook Joshua Redman en Mark Turner meewerkten. In 2005 ging hij op tournee met het kwartet van Wynton Marsalis. In 2006 verscheen zijn derde album World, waarvan het nummer OAM's Blues in de map Sample Music van het Windows Vista-systeem werd opgenomen. Als sideman werkte hij mee aan opnamen van Omer Avital, John Ellis, Matt Penman, Joshua Redman (Beyond, 2000), Wayne Escoffery, Matt Penman, Mark Elf, Guillermo Klein, Gregory Tardy en Terry Gibbs/Buddy DeFranco. In 2019 behoort hij tot het kwartet van John Ellis. Goldberg woont in Brooklyn.

## Discografie
- 1999: Turning Point
- 2001: Unfolding
- 2006: Worlds
- 2011: Bienestan (Sunnyside Records) met Guillermo Klein
- 2012: Aaron Goldberg / Ali Jackson Jr. / Omer Avital: Yes! (Sunnyside Records)

- Bibliothèque nationale de France: cb14182122m (data)
- Gemeinsame Normdatei: 135177715
- International Standard Name Identifier: 0000 0000 6657 2600
- Library of Congress Control Number: no00025938
- MusicBrainz: af4dbc51-3262-49b6-afe3-87bca818c2d1
- Nationale Bibliotheek van Tsjechië: xx0172933
- Virtual International Authority File: 29742624
- WorldCat: E39PBJjmTjPtwb6mhQfyFkXPQq